# Pieter Huistra
Pieter Huistra, nizozemski nogometaš in trener, * 18. januar 1967.
Za nizozemsko reprezentanco je odigral 8 uradnih tekem.